# Редкліфф Партнерз
Редкліфф Партнерз (англ. Redcliffe Partners) — незалежна українська юридична фірма, заснована у грудні 2015 року у м. Києві шляхом трансформації київського офісу міжнародної юридичної фірми Clifford Chance.
Редкліфф Парнтерз входить до топ-5 найкращих юридичних фірм України за версією IFLR Europe Awards та топ-7 найкращих юридичних фірм України за версією The Lawyer. Є першокласною (Tier 1) фірмою в Україні за версією The Legal 500 EMEA у практиках:
- Банківське право, фінансове право, ринки капіталу[4]
- Корпоративне право, комерційне право, M&A[5]
- Енергетика[6]

Є першокласною (Tier 1) фірмою у банківському та фінансовому праві за версією рейтингу IFLR 1000 та провідною фірмою у практиках антимонопольного/конкуренційного, корпоративного права та M&A та банківського і фінансового права за версією Chambers Europe.

## Історія
У 2008 році в Україні відкрився офіс першої юридичної фірми з «Магічного кола» п'яти найбільш престижних міжнародних юридичних фірм із штаб-квартирою в Лондоні — Clifford Chance.
Влітку 2015 року внаслідок нестабільної економічної ситуації в Україні, анексії Криму Росією та війни на Сході України Clifford Chance вирішила припинити роботу в Україні, а офіс Clifford Chance в Києві був реорганізований у ТОВ Редкліфф Партнерз 1 грудня 2015 року. Фірму очолили Олексій Сошенко та Дмитро Федорук, які раніше працювали в Clifford Chance. До партнерського складу Redcliffe Partners також увійшли Роб Шантц і Зоряна Созанська-Матвійчук.
Clifford Chance уклала з реорганізованою Redcliffe Partners угоду «найкращих друзів», а в самій компанії продовжили працювати юристи, що раніше становили ядро Clifford Chance в Україні.

## Діяльність після повномасштабного вторгнення 24 лютого 2022 року
Редкліфф Партнерз продовжує повноцінно функціонувати попри повномасштабне вторгнення. Переміщення частини персоналу за кордон забезпечило можливість продовжувати роботу, попри перебої в електропостачанні в Україні в наслідок ракетних атак Росії по критичній інфраструктурі країни.
За цей час фірма здобула визнану експертизу у питанні відшкодування збитків, завданих російським агресором, що є одним зі стратегічних напрямів роботи компанії.

## Соціальна відповідальність
Редкліфф Партнерз підтримує та всіляко сприяє розвитку молодих спеціалістів. З цією метою юристи фірми періодично беруть участь у заходах, для спілкування зі студентами, щоб поділитися з ними своїм досвідом.
Фірма постійно залучається до участі у про боно проєктах, як світового, так і українського рівня, зокрема, надаючи безоплатну правову допомогу українським волонтерським фондам.

## Видатні трансакції
У 2023 році Редкліфф Партнерз здійснили супровід Фінансової корпорації розвитку США (DFC), Міжнародної фінансової корпорації (IFC) та Європейського банку реконструкції та розвитку (EBRD) щодо надання паралельних кредитів на загальну суму до 480 млн. доларів США групі "Миронівський хлібопродукт" (МХП), провідному українському і великому європейському виробнику м’яса птиці, для рефінансування його єврооблігацій, а також для підтримки його операційної діяльності та збільшення потужностей комплексу з переробки відходів для виробництва біометану. Трансакція визнана угодою року за версією 2023 CEE Deal of the Year Awards.
В лютому 2022 Redcliffe Partners здобула перемогу для Південного інвестиційного банку (Nordic Investment Bank), міжнародної фінансової установи країн Північної Європи та Прибалтики, у Великій Палаті Верховного Суду, постанова якої у цій справі стала одним із найбільш резонансних та важливих судових прецедентів у сфері транскордонних фінансових угод.
У січні 2021 року Redcliffe Partners виступила юридичним радником американських інвесторів Aspect Energy та SigmaBleyzer у зв'язку з веденням тривалих переговорів та успішним підписанням Угоди про розподіл продукції (УРП) з державою Україна. Ці компанії стали першими американськими інвесторами на умовах УРП після виходу Chevron з України у 2014 році.
У квітні 2020 року було підписано перший в історії контракт із комплексного підвищення видобутку газу (product enhancement contract, PEC) в Україні, і Redcliffe Partners допомогла Укргазвидобуванню у вступі до цього новаторського PEC.
Навесні 2019 року Redcliffe Partners виступила українським юридичним радником J.P. Morgan Securities Plc як координатора кредитування будівництва вітрової електростанції потужністю 250 МВт поблизу озера Сиваш у Херсонській області. Церемонія підписання відбулася на Всесвітньому економічному форумі у Давосі за участю Президента України Петра Порошенка. Угода потрапила до списку найкращих угод 2020 року за версією IFLR Europe Awards.
У 2018 році Redcliffe Partners надала юридичну підтримку Саудівській сільськогосподарській та тваринницькій інвестиційній компанії SALIC з придбання активів агрохолдингу «Мрія». Трансакція визнана угодою року за версією 2018 CEE Deal of the Year Awards.